# Ö3 Austria Top 40
Ö3 Austria Top 40 — официальный хит-парад синглов Австрии. Выпуск чарта происходит каждую неделю в эфире радиопередачи Hitradio Ö3. Помимо синглов в ней представлены хит-парад рингтонов и музыкальных продаж через Интернет. Первый хит-парад появился в радиоэфире 26 ноября 1968 под названием Disc Parade. С 1968 по 2007 год названиями хит-парада были Disc Parade, Die Großen 10 von Ö3, Pop Shop, Hit wähl mit, Die Großen 10, Ö3 Top-30 и Ö3 Austria Top 40 (с 2007 года по настоящее время).
Онлайн-версия хит-парада на сайте austriancharts.at включает 75 мест, тем не менее официальным названием остаётся Ö3 Austria Top 40.
Первым синглом, занявшим 1 место в чарте, была песня «Das ist die Frage aller Fragen» Клиффа Ричарда. Самым успешным синглом по данным чарта является «Candle in the Wind 1997» Элтона Джона.